# Cangallo
Cangallo – miasto w Peru, w regionie Ayacucho, stolica prowincji Cangallo. W 2008 liczyło 2 537 mieszkańców.